# チャールズ・B・マクドナルド
チャールズ・ブレア・マクドナルド（Charles Blair Macdonald、1855年11月14日 – 1939年4月21日）は、アメリカ合衆国におけるゴルフ界黎明期の主要人物。米国で初めての18ホールゴルフコースを設計・建設し、また、全米ゴルフ協会 (USGA) 設立の原動力として活動した。第1回全米アマチュアゴルフ選手権の優勝者でもある。後年はゴルフコース設計者としていくつもの著名なゴルフコースの設計・建設に携わり、しばしば「米国ゴルフコース設計の父」と呼ばれる。世界ゴルフ殿堂メンバーである。 

## 若年期
米国に帰化した両親（父はスコットランド人、母は一部モーホーク族の血を引くカナダ人）のもと、カナダのオンタリオ州ナイヤガラフォールズで生まれ、シカゴで育った。16歳だった1872年、父親に命ぜられてスコットランドのセントアンドリュース大学に留学、そこでゴルフを覚えた。オールドトムモリスらに指導を受けてみるみる上達し、セントアンドリュースオールドコースで当時上級者と言われた（ヤングトムモリスを含む）プレーヤーらと互角に渡り合えるほどになった。1874年に米国に帰国したのちは株式ブローカーとして成功したが、この間ほぼ17年にわたりほとんどゴルフをしなかった。マクドナルドはこの期間を「暗黒の日々」と懐述している。 

## 米国ゴルフ協会
1894年、ニューポートカントリークラブとセイントアンドリューズゴルフクラブの二つのクラブで別々に「全米選手権 (national championship)」という名称のゴルフ大会が開催された。マクドナルドはこれらの両方にエントリーし、いずれもで準優勝した。だが両大会ともに運営方法が杜撰、お粗末で、ルールもまちまちであり、「全米一」を決める大会であるとは到底認めることのできないものだったと非難し、結果、後日どちらも公式な大会であるとは認められないとの宣告を受けた。この出来事を受け、その秋にシカゴゴルフクラブ、セイントアンドリューズゴルフクラブ、ザカントリークラブ、ニューポートカントリークラブ、シネコックヒルズゴルフクラブの5クラブの代表者がニューヨークに会し、この問題についての話し合いを持った。マクドナルドもシカゴゴルフクラブの代表としてこれに参加した。この話し合いの結論として、公式な全米選手権試合やルールを管理統括する団体（全米ゴルフ協会 (United States Golf Association, USGA) の前身）を設立することが決定された。マクドナルドはこの新組織の副会長に就任した。第1回の全米アマチュア選手権は1895年にニューポートカントリークラブで開催され、決勝でマクドナルドがチャールズ・サンズを12&11で下して初代チャンピオンとなった。 

## ゴルフコース設計家
1880年代後半の時点で、既にスコットランド移民のグループがニューヨークシティー地域にゴルフを持ち込み、セイントアンドリューズゴルフクラブを設立し、ここでプレーしていた。1892年、マクドナルドは何人かの友人にゴルフを勧めて始めさせた。その後すぐにシカゴゴルフクラブを立ち上げ、手始めに9ホールの初歩的なコースをイリノイ州ダウナーズグローブに建設したが、これが米国でアレゲニー山脈より西側に建設された初のゴルフ場となった。1893年には18ホールに拡張したが、これは全米初のフルサイズの18ホールゴルフ場だった。更に翌1894年にはウィートン近くに新たな用地を探して18ホールのコースを建設して引っ越した。このウィートンのコースはその後複数回の全米オープンを開催し、世界の50ゴルフコースにいつでも選ばれる著名なコースとなった（元のコースも「ダウナーズグローブゴルフコース」として現存する）。1895年にはレークフォレストにあるオンウェントシアクラブの初期の9ホールコースの設計を手掛けた。 
1900年、シカゴを離れニューヨークのウォールストリートにある C.D.バーニー（現在は吸収合併によりモルガンスタンレーウェルスマネージメント）の共同経営者となった。当時米国のゴルフコースは、少数の例外を除いてゴルファーがコース戦略を考えることをさほど必要としない初歩的で単純なものばかりだった。ここでマクドナルドは、セントアンドリュース留学やその後の英国旅行などの経験をもとに、英国外で最も注目されるようなコースを建設したいと考えるようになった。スコットランドの古典的なリンクスコースの再現をイメージして、これに見合う用地がないかロングアイランドを探して歩き、最終的にはサウサンプトン（シネコックヒルズゴルフクラブの近く）に決定した（1906年）。自宅もサウサンプトンに移した。ホワイツレーン119番地に F. Burrall Hoffman の設計で建てた家を「バリーシャー (Ballyshear)」と名付けた。この屋敷は2011年にマイケル・ブルームバーグが購入している。 
1908年、有志70人から各1,000ドルずつの出資を得て、ナショナルゴルフリンクスオブアメリカ (National Golf Links of America) を立ち上げ、1909年に開場した。多くのホールは英国の著名なホールの特徴を彼なりに解釈したもので、その後の他コース設計においてもこのパターンを踏襲した。マクドナルドは残りの人生30年をかけてコースを微調整していった。1922年にはこのコースでウォーカーカップの第1回大会が開催され、また、こんにちにおいてもゴルフ設計のランドマークであるとみなされている。2005年、ゴルフダイジェスト誌はこのナショナルゴルフリンクスオブアメリカを全米で9位のコースとしてランクした。 
ナショナルゴルフリンクスオブアメリカの建設を皮切りに、その後ゴルフアーキテクト（golf architect、ゴルフ建築家、この用語はマクドナルドによる1910年ごろの造語）として有名になるセス・レイノア (Seth Raynor) との共同設計・建設を行うようになった。二人で何年にもわたり多くのコースの設計・建設を手掛けた。これらにはオールドホワイトコースアットザグリーンブライヤー (Old White Course at The Greenbrier, 1914)、セントルイスカントリークラブ (St. Louis Country Club, 1914)、シネコックヒルズゴルフコース (Shinnecock Hills Golf Course, 1916)、エール大学ゴルフコース (Yale University golf course, 1926)、禁酒法からの回避地であるバミューダのミッドオーシャンクラブ (Mid Ocean Club, 1921) などが挙げられる。最も有名だったのがリードーゴルフクラブ (Lido Golf Club, 1914) で、多額の建設費を投じ、いくつかの特徴あるホールを持っており、その素晴らしさにおいてナショナルゴルフリンクスと並び称されるほどだった（現在、同じ場所に同名のゴルフコースが存在するが、これは1947年にロバート・トレント・ジョーンズが設計した別物）。 
1928年に「(Scotland's Gift: Golf) スコットランドの贈り物：ゴルフ」という題名の著書を出版した。この中では、1890年代から1927年（当時ゴルフ場が全米で4,000ほどしかなかった）にかけて米国でどのようにゴルフが普及していったのかが詳述されている。また、いくつかの章を割いて彼が設計したコースの中の4つを例示して、彼のゴルフ哲学を交えた解説を行っている。彼はしばしば「米国ゴルフ設計家の父」と呼ばれている。 

### マクドナルドのテンプレートホール設計
マクドナルドは英国のゴルフ場において、上級者の戦略性を試す一方で、平均的あるいは技量の劣るゴルファーでもよいスコアを出すことが可能なアングルや選択肢を持つとされる有名なホールを選び出して21種類のホール設計あるいはテンプレートを定義した。これらテンプレートに基づいたホールはマクドナルドの設計について勉強をちょっとした者なら簡単に識別ができる。同じテンプレートによるホールは似てはいるが複製ではなく、それぞれの立地に応じた独自の「ひねり」が加えられている。マクドナルドの古典的テンプレートは下記に示される： 
```
 * 
アルプス

 * 
ダブルプラトー

 * 
ロードホール

 * 
エデン

 * 
ビアリッツ

 * 
ケープホール

 * 
レダンホール

 * 
ショートホール
```

### コース一覧
マクドナルド単独、あるいはセス・レイノアとの共同設計によるゴルフコースの一覧を示す。いくつかのコースは廃止され（例：リードーゴルフクラブ）、またいくつかは全面改修が行われ（例：シネコックヒルズゴルフクラブ）たが、ほとんどは現在も原形をとどめている（セントルイスカントリークラブなど）。 
バミューダ
- ミッドオーシャンクラブ –タッカーズタウン（1921年）

コネチカット州
- エール大学ゴルフコース –ニューヘブン（1926年）

フロリダ州
- パームビーチウィンターゴルフクラブ （オリジナル）–パームビーチ（1927年）

イリノイ州
- ダウナーズグローブゴルフコース –ダウナーズグローブ（1892年）
- シカゴゴルフクラブ –ウィートン（1895年）
- オンウェンツィアクラブ –レイクフォレスト（1896年）
- エクスムーアカントリークラブ（最初の9ホール） -ハイランドパーク（1897年）

メリーランド州
- ギブソンアイランドクラブ –ギブソンアイランド（1922年）

ミズーリ州
- セントルイスカントリークラブ （1914年）

ニューヨーク州
- ブラインドブルッククラブ –パーチェス（1915年）
- クリーククラブ –ローカストバレー（1925年）
- ディープデールゴルフクラブ（オリジナル） –マンハセット（1924年）
- リードーゴルフクラブ（オリジナル） –リードービーチ（1914年）
- ナショナルゴルフリンクスオブアメリカ –サウサンプトン（1909年）
- ノースショアカントリークラブ ----グレンヘッド、ニューヨーク（1916年）
- パイピングロッククラブ –ローカストバレー（1911年）
- シネコックヒルズゴルフクラブ（オリジナル） –サウサンプトン（1916年）
- スリーピーホローカントリークラブ （18ホール＆9ホール）–スケアボロー（1914年）

ウェストバージニア州
- グリーンブライアー、オールドホワイトコース –ホワイトサルファースプリングス（1914年）

## 受賞
2007年、世界ゴルフ殿堂に生涯アチーブメントカテゴリで選出された。 

## メジャー大会成績

### アマチュアでの勝利（1回）
| 年   | 大会名   | 優勝スコア | 準優勝             |
| ---- | -------- | ---------- | ------------------ |
| 1895 | 全米アマ | 12＆11     | チャールズ・サンズ |

### 結果タイムライン
| 大会名       | 1895 | 1896 | 1897 | 1898 | 1899 |
| ------------ | ---- | ---- | ---- | ---- | ---- |
| 全米オープン | DNP  | WD   | T11  | DNP  | DNP  |
| 全米アマ     | 1    | R16  | SF M | SF   | SF M |
| 全英アマ     | DNP  | DNP  | DNP  | DNP  | DNP  |

| 大会名       | 1900 | 1901 | 1902 | 1903 | 1904 | 1905 | 1906 | 1907 | 1908 | 1909 |
| ------------ | ---- | ---- | ---- | ---- | ---- | ---- | ---- | ---- | ---- | ---- |
| 全米オープン | 29日 | DNP  | 53   | DNP  | DNP  | DNP  | DNP  | DNP  | DNP  | DNP  |
| 全米アマ     | DNP  | R16  | DNP  | DNP  | DNQ  | R32  | DNP  | DNP  | DNP  | DNQ  |
| 全英アマ     | DNP  | DNP  | DNP  | DNP  | DNP  | DNP  | R128 | DNP  | DNP  | DNP  |

| トーナメント | 1910 | 1911 | 1912 |
| ------------ | ---- | ---- | ---- |
| 全米オープン | DNP  | DNP  | DNP  |
| 全米アマ     | DNQ  | DNP  | DNQ  |
| 全英アマ     | DNP  | DNP  | DNP  |

M =ストロークプレー首位  DNP = プレーせず  WD = 途中棄権 「T」順位タイ  DNQ =マッチプレーに進出できず  R256、R128、R64、R32、R16、QF、SF =マッチプレーで負けたラウンド  緑背景色は優勝、黄背景色はトップ10。 
全米オープンおよび全米アマの情報源： USGA選手権データベース
1906年全英アマの情報源： ゴルフ、1906年7月、29頁。